# 毛利親頼
毛利 親頼（もうり ちかより、安永4年（1775年） - 天保6年10月14日（1835年12月3日））は、長州藩一門家老である大野毛利家の7代。
父は毛利就言。母は世良五左衛門の娘。正室は益田就祥の娘。継室は権大納言綾小路俊資の娘。継々室は毛利親著の娘。子は毛利熈頼。幼名は安次郎、熊太郎。通称は伊賀。

## 生涯
安永4年（1775年）、長州藩一門家老毛利就言の長男として生まれる。安永5年（1777年）、就言の死去により家督を相続する。寛政4年（1792年）に萩中火防役、同年2月に御留守居（家老）、寛政11年（1799年）に江戸守居家老、享和2年（1802年）に江戸当役となる。親頼に偏諱（「親」の字）を与えた毛利治親から続けて斉房、斉熙、斉元、斉広の5代の藩主に家老として仕えた。文化11年（1814年）、家臣や子弟の教育のために郷校弘道館を設立する。文化12年（1815年）、藩主斉広と将軍徳川家斉の娘和姫の婚礼の総奉行を務めた。天保6年（1835年）10月14日没。享年61。